# كامبيو دي أراغون
بلدية كامبيو دي أراغون (بالإسبانية: Campillo de Aragón) هي بلدية تقع في مقاطعة سرقسطة التابعة لمنطقة أراغون شمال شرق إسبانيا.

## الديموغرافيا
بلغ عدد سكان بلدية كامبيو دي أراغون 151 نسمة عام 2011 (وفقاً للمعهد الوطني الإسباني للإحصاء).
| 214 | 195 | 183 | 175 | 168 | 158 | 151 |